# Anisopodus subarmatus
Anisopodus subarmatus es una especie de escarabajo longicornio del género Anisopodus, tribu Acanthocinini, subfamilia Lamiinae. Fue descrita científicamente por Melzer en 1931.

## Descripción
Mide 13-14,5 milímetros de longitud.

## Distribución
Se distribuye por Brasil.